# Pachystachys schunkei
Pachystachys schunkei är en akantusväxtart som beskrevs av D.C. Wasshausen. Pachystachys schunkei ingår i släktet Pachystachys och familjen akantusväxter. Inga underarter finns listade i Catalogue of Life.